# Pedro de Polignac
Pedro de Polignac (en francés: Pierre Marie Xavier Raphaël Antoine Melchior de Polignac; Hennebont, 24 de octubre de 1895-Neuilly-sur-Seine, París; 10 de noviembre de 1964), conde de Polignac y duque de Valentinois por matrimonio, fue el padre de Raniero III de Mónaco y abuelo paterno de Alberto II de Mónaco.
Fue un promotor de las artes, la música y la literatura en Mónaco y trabajó como representante de la delegación de su país en la UNESCO y en el Comité Olímpico Internacional.

## Nacimiento y familia
Nacido en el Château de Kerscamp, Hennebont, Francia, como Pierre Marie Xavier Raphaël Antoine Melchior de Polignac, fue el cuarto hijo y el más joven del conde Maxence Melchior Edouard Marie Louis de Polignac (Château de Kerscamp, Morbihan, Bretaña, Francia, 13 de diciembre de 1857 - Château de Kerscamp, Bretaña, Francia, 28 de noviembre de 1936) y su esposa mexicana (casados en  París, el 10 de octubre de 1881), Susana Mariana Estefanía Francisca de Paula del Corazón de Jesús de la Torre y Mier (México, 2 de septiembre de 1858 - Talence, Gironde, 15 de agosto de 1913). Su madre, Susana (conocida como Suzanne), fue cuñada de la hija de Porfirio Díaz, y parte de la aristocracia mexicana.
Sus siete hermanos fueron:
- Mademoiselle Josefina de Polignac (1882-1976), casada con Henri Charles Louis Marie Amaury de Jacquelot du Boisrouvray, conde de Boisrouvray y oficial de caballería.[5][6]
- Mademoiselle María Luisa de Polignac (1884-1944), casada con el General Eon Le Gouvello du Timat.
- Mademoiselle Raimunda de Polignac (nacido en 1885).
- Conde Javier de Polignac (1886-1961), casado con María de la Torre y Formento,[7] prima hermana suya, y en segundas nupcias con, May Goowen.
- Mademoiselle Ana de Polignac (1889-1970), ordenada hermana Marie de St. Louis Bertrand del convento de las Auxiliadoras de las Almas del Purgatorio en Nueva York).[8]
- Conde Majencio de Polignac (1892-1963), casado con Laura María de la Torre y Formento, su prima carnal.[9]
- Conde Beltrán de Polignac (1893-1910).

## Matrimonio
Se casó civilmente el 19 de marzo, y de modo religioso el 20 de marzo de 1920 en Mónaco, con la  princesa Carlota de Mónaco (nacida Charlotte Louise Juliette Louvet), hija ilegítima pero adoptada de Luis II de Mónaco y de Marie Juliette Louvet. Pierre de Polignac, miembro de los hijos menores de una de las más renombradas familias ducales de Francia (y descendiente de Madame de Polignac así como de la hermosa francesa Gabrièlle de Rochechouart de Mortemart, hermana de Madame de Montespan) cambió su nombre y Escudo de armas a la Casa de Grimaldi por ordenanza monegasca establecida el 18 de marzo de 1920, el día anterior a su matrimonio. Se convirtió en súbdito del príncipe de Mónaco, por ordenanza del 29 de febrero de 1920. Desde la fecha de su matrimonio religioso se referirán a él por jure uxoris, como duque de Valentinois. Este título fue otorgado a su esposa como Heredero presunto el 20 de mayo de 1919. Pedro se mantuvo en la sucesión al título francés de duque de Polignac, así como para sus descendientes legítimos en línea.
A mediados de los años 1920, la pareja se separó de manera no oficial, de este modo el príncipe Pedro prefería vivir en su apartamento de París o en su finca cercana a la ciudad. el príncipe Pedro y la Princesa Carlota se separaron judicialmente el 20 de marzo de 1930 en París, y en el proceso denominado "La princesa heredera Grimadi de Mónaco contra el príncipe Pedro Grimaldi de Polignac", se divorciaron gracias a la ordenanza del príncipe Luis II el 18 de febrero de 1933. El divorcio se confirmó por un tribunal de París en diciembre de ese mismo año. "La unión finalizó... y el temperamental suegro dijo que llamaría al ejército monegasco si el príncipe volvía a poner un pie en el principado". El matrimonio, que fue infeliz y arreglado, se complicó debido a la supuesta homosexualidad de él, según relata el escritor británico James Lees-Milne, así como por los romances de la princesa Carlota. El destierro de Mónaco se levantó en abril de 1933, y al príncipe Pedro le fue asignada una anualidad de 500.000 francos.
Él y su mujer tuvieron dos hijos:
- Princesa Antonieta de Mónaco, Baronesa de Massy, Condesa de Polignac (1920–2011).
- Príncipe Raniero III de Mónaco (1923–2005).

## Fallecimiento
El príncipe Pedro de Mónaco falleció el 10 de noviembre de 1964, a causa de un cáncer en el Hospital Americano de Neuilly-sur-Seine en  París, Francia.

## Descripción
La revista Life en 1947 describía al príncipe Pedro como: 

Un galán esbelto y elegante que lleva su abrigo como una capa sobre los hombros. Sus modales son exquisitos y su voz es tan cultivada que se aprecia prácticamente inaudible.

## Distinciones honoríficas

### Distinciones honoríficas monegascas
- Caballero Gran Cruz de la Orden de San Carlos.[19]

### Distinciones honoríficas extranjeras
- Caballero Gran Cruz de la Orden al Mérito de la República Italiana (República Italiana, 03/11/1959).[20]
- Gran Oficial de la Orden de la Legión de Honor (República Francesa).[21]

## Ancestros
|  |                                                         |  |  |  |  |  |  |  |  |  |  |  |  |  |  |  |
|  | 16. Jules, I Duque de Polignac                          |  |  |  |  |  |  |  |  |  |  |  |  |  |  |  |
|  |                                                         |  |  |  |  |  |  |  |  |  |  |  |  |  |  |  |
|  |                                                         |  |  |  |  |  |  |  |  |  |  |  |  |  |  |  |
|  | 8. Conde Camille Melchior de Polignac                   |  |  |  |  |  |  |  |  |  |  |  |  |  |  |  |
|  |                                                         |  |  |  |  |  |  |  |  |  |  |  |  |  |  |  |
|  |                                                         |  |  |  |  |  |  |  |  |  |  |  |  |  |  |  |
|  | 17. Yolande Martine de Polastron                        |  |  |  |  |  |  |  |  |  |  |  |  |  |  |  |
|  |                                                         |  |  |  |  |  |  |  |  |  |  |  |  |  |  |  |
|  |                                                         |  |  |  |  |  |  |  |  |  |  |  |  |  |  |  |
|  | 4. Conde Charles Marie de Polignac                      |  |  |  |  |  |  |  |  |  |  |  |  |  |  |  |
|  |                                                         |  |  |  |  |  |  |  |  |  |  |  |  |  |  |  |
|  |                                                         |  |  |  |  |  |  |  |  |  |  |  |  |  |  |  |
|  | 18. Louise Charles Le Vassor de La Touche de Beauregard |  |  |  |  |  |  |  |  |  |  |  |  |  |  |  |
|  |                                                         |  |  |  |  |  |  |  |  |  |  |  |  |  |  |  |
|  |                                                         |  |  |  |  |  |  |  |  |  |  |  |  |  |  |  |
|  | 9. Charlotte Calixte Le Vassor de la Touche             |  |  |  |  |  |  |  |  |  |  |  |  |  |  |  |
|  |                                                         |  |  |  |  |  |  |  |  |  |  |  |  |  |  |  |
|  |                                                         |  |  |  |  |  |  |  |  |  |  |  |  |  |  |  |
|  | 19. Marie Catherine Pocquet de Puilhery                 |  |  |  |  |  |  |  |  |  |  |  |  |  |  |  |
|  |                                                         |  |  |  |  |  |  |  |  |  |  |  |  |  |  |  |
|  |                                                         |  |  |  |  |  |  |  |  |  |  |  |  |  |  |  |
|  | 2. Conde Maxence Melchior de Polignac                   |  |  |  |  |  |  |  |  |  |  |  |  |  |  |  |
|  |                                                         |  |  |  |  |  |  |  |  |  |  |  |  |  |  |  |
|  |                                                         |  |  |  |  |  |  |  |  |  |  |  |  |  |  |  |
|  | 20. Simon Emmanuel Julien Le Normand                    |  |  |  |  |  |  |  |  |  |  |  |  |  |  |  |
|  |                                                         |  |  |  |  |  |  |  |  |  |  |  |  |  |  |  |
|  |                                                         |  |  |  |  |  |  |  |  |  |  |  |  |  |  |  |
|  | 10. Joseph Le Normand de Morando                        |  |  |  |  |  |  |  |  |  |  |  |  |  |  |  |
|  |                                                         |  |  |  |  |  |  |  |  |  |  |  |  |  |  |  |
|  |                                                         |  |  |  |  |  |  |  |  |  |  |  |  |  |  |  |
|  | 21. Joséphine de Morando                                |  |  |  |  |  |  |  |  |  |  |  |  |  |  |  |
|  |                                                         |  |  |  |  |  |  |  |  |  |  |  |  |  |  |  |
|  |                                                         |  |  |  |  |  |  |  |  |  |  |  |  |  |  |  |
|  | 5. Caroline Joséphine Le Normand de Morando             |  |  |  |  |  |  |  |  |  |  |  |  |  |  |  |
|  |                                                         |  |  |  |  |  |  |  |  |  |  |  |  |  |  |  |
|  |                                                         |  |  |  |  |  |  |  |  |  |  |  |  |  |  |  |
|  | 22. Jean Baptiste Papin de Thevigné                     |  |  |  |  |  |  |  |  |  |  |  |  |  |  |  |
|  |                                                         |  |  |  |  |  |  |  |  |  |  |  |  |  |  |  |
|  |                                                         |  |  |  |  |  |  |  |  |  |  |  |  |  |  |  |
|  | 11. Anne Marie Papin de Thevigné                        |  |  |  |  |  |  |  |  |  |  |  |  |  |  |  |
|  |                                                         |  |  |  |  |  |  |  |  |  |  |  |  |  |  |  |
|  |                                                         |  |  |  |  |  |  |  |  |  |  |  |  |  |  |  |
|  | 23. Anne Madeleine Gruet                                |  |  |  |  |  |  |  |  |  |  |  |  |  |  |  |
|  |                                                         |  |  |  |  |  |  |  |  |  |  |  |  |  |  |  |
|  |                                                         |  |  |  |  |  |  |  |  |  |  |  |  |  |  |  |
|  | 1. Conde Pedro de Polignac                              |  |  |  |  |  |  |  |  |  |  |  |  |  |  |  |
|  |                                                         |  |  |  |  |  |  |  |  |  |  |  |  |  |  |  |
|  |                                                         |  |  |  |  |  |  |  |  |  |  |  |  |  |  |  |
|  | 12. Isidoro Francisco de la Torre                       |  |  |  |  |  |  |  |  |  |  |  |  |  |  |  |
|  |                                                         |  |  |  |  |  |  |  |  |  |  |  |  |  |  |  |
|  |                                                         |  |  |  |  |  |  |  |  |  |  |  |  |  |  |  |
|  | 6. Isidoro Fernando de la Torre y Carsí                 |  |  |  |  |  |  |  |  |  |  |  |  |  |  |  |
|  |                                                         |  |  |  |  |  |  |  |  |  |  |  |  |  |  |  |
|  |                                                         |  |  |  |  |  |  |  |  |  |  |  |  |  |  |  |
|  | 13. Teresa Carsí                                        |  |  |  |  |  |  |  |  |  |  |  |  |  |  |  |
|  |                                                         |  |  |  |  |  |  |  |  |  |  |  |  |  |  |  |
|  |                                                         |  |  |  |  |  |  |  |  |  |  |  |  |  |  |  |
|  | 3. Susana Mariana de la Torre y Mier y Terán            |  |  |  |  |  |  |  |  |  |  |  |  |  |  |  |
|  |                                                         |  |  |  |  |  |  |  |  |  |  |  |  |  |  |  |
|  |                                                         |  |  |  |  |  |  |  |  |  |  |  |  |  |  |  |
|  | 28. Antonio de Mier y Terán y Mier de Terán             |  |  |  |  |  |  |  |  |  |  |  |  |  |  |  |
|  |                                                         |  |  |  |  |  |  |  |  |  |  |  |  |  |  |  |
|  |                                                         |  |  |  |  |  |  |  |  |  |  |  |  |  |  |  |
|  | 14. Gregorio de Mier y Terán                            |  |  |  |  |  |  |  |  |  |  |  |  |  |  |  |
|  |                                                         |  |  |  |  |  |  |  |  |  |  |  |  |  |  |  |
|  |                                                         |  |  |  |  |  |  |  |  |  |  |  |  |  |  |  |
|  | 29. María Antonia Alonso de Mier y Terán                |  |  |  |  |  |  |  |  |  |  |  |  |  |  |  |
|  |                                                         |  |  |  |  |  |  |  |  |  |  |  |  |  |  |  |
|  |                                                         |  |  |  |  |  |  |  |  |  |  |  |  |  |  |  |
|  | 7. María Luisa de Mier y Terán Celis                    |  |  |  |  |  |  |  |  |  |  |  |  |  |  |  |
|  |                                                         |  |  |  |  |  |  |  |  |  |  |  |  |  |  |  |
|  |                                                         |  |  |  |  |  |  |  |  |  |  |  |  |  |  |  |
|  | 30. Mateo de Celis y Mier y Teran                       |  |  |  |  |  |  |  |  |  |  |  |  |  |  |  |
|  |                                                         |  |  |  |  |  |  |  |  |  |  |  |  |  |  |  |
|  |                                                         |  |  |  |  |  |  |  |  |  |  |  |  |  |  |  |
|  | 15. Mariana de Celis y Dosal                            |  |  |  |  |  |  |  |  |  |  |  |  |  |  |  |
|  |                                                         |  |  |  |  |  |  |  |  |  |  |  |  |  |  |  |
|  |                                                         |  |  |  |  |  |  |  |  |  |  |  |  |  |  |  |
|  | 31. Evarista Dosal y Santa Cruz                         |  |  |  |  |  |  |  |  |  |  |  |  |  |  |  |
|  |                                                         |  |  |  |  |  |  |  |  |  |  |  |  |  |  |  |
|  |                                                         |  |  |  |  |  |  |  |  |  |  |  |  |  |  |  |